# 斜基叶柃
斜基叶柃（学名：Eurya obliquifolia）为山茶科柃木属下的一个种。

## 扩展阅读
維基物種上的相關：斜基叶柃